# Johan Persson (kommunalråd)
Johan Tony Örjan Persson, född 17 april 1974 i Köpings församling i Kalmar län, är en svensk socialdemokratisk politiker. Han är sedan 1 april 2006 kommunstyrelsens ordförande och kommunalråd i Kalmar kommun.

## Biografi
Johan Persson är född och uppvuxen i Borgholms kommun och blev tidigt politiskt aktiv. Efter valet 1994 valdes han in som ledamot i Borgholms kommunfullmäktige. Året efter lämnade han detta uppdrag för att bli pressekreterare på SSU-förbundet. Åren 1998-2000 var han pressekreterare åt Mona Sahlin.
År 2000 återvände Persson till Kalmar län och bosatte sig då i Kalmar kommun. Han var ombudsman för partidistriktet i Kalmar län 2000-2006. Persson utsågs till ny ordförande för kommunstyrelsen och tillträdde detta uppdrag den 1 april 2006. Från och med 2013 bildar Socialdemokraterna majoritet tillsammans med Centerpartiet och Vänsterpartiet.
Under åren 2011-2015 var Persson vice ordförande i SKL:s beredning för tillväxt och regional utveckling. Då Socialdemokraterna, Miljöpartiet och Vänsterpartiet efter 2014 års val fick majoritet inom SKL utsågs Persson 2015 till ordförande för SKL:s beredning för samhällsbyggnad.
I juni 2015 utsågs Persson att leda den parlamentariska kommitté som arbetar med landsbygdsutveckling. Han är sedan 2013 även ersättare i Socialdemokraternas partistyrelse.

### Privatliv
Persson är gift med länsrådet Malin Almqvist, tidigare Peterson, som varit moderat partiordförande i Kalmar.. Då paret representerade partistyre och opposition i kommunfullmäktige fick deras förhållande riksmedialt intresse.